# Onciale 057
- Papyrus
- Onciale
- Minuscules
- Lectionnaire

Le Codex 057, portant le numéro de référence 057 (Gregory-Aland), est un manuscrit du parchemin en écriture grecque onciale. 

## Description
Le codex se compose de une folio. Il est écrit en deux colonnes, dont 27 lignes par colonne. Les dimensions du manuscrit sont 9 x 13 cm. Les paléographes datent ce manuscrit du IVe siècle (ou Ve siècle),. 
Les est un manuscrit contenant fragment du texte du Actes des Apôtres 3,5-6.10-12. Il est actuellement conservé à la Musées nationaux de Berlin (P. 9808), à Berlin.
Le texte du codex représenté type alexandrin. Kurt Aland le classe en Catégorie I.